# Niška televizija
Niška televizija (skraćeno: NTV) bila je srpska lokalna televizija. Osnovana je 1996. godine. Medijska kuća se nalazi u Nišu.

## Istorijat
Preduzeće JP „Niška televizija“ osnovano je 1995. godine odlukom Skupštine Grada, a program emituje od 11. januara 1996. godine. Program NTV emituje se na 57 UHF kanalu. Kablovski distributeri takođe emituju program preko kablovskih mreža. Niška televizija je u 2008. godini dobila dozvolu za emitovanje programa na lokalnom nivou. Godine 2009, NTV je počela i emitovanje programa na globalnom nivou, preko Interneta. Novembra 2015-te, NTV je privatizovana. Kupljena je od strane medijskog maga Vitka Radomirovića.
Od 2011. godine, uvodi novi vizuelni identitet koji podrazumeva i novi logo, kao i redizajn programa.
Godine 2015. su Narodne Novine i Slađana Ostojić kupili Nišku televiziju.

## Program Niške televizije
U programskoj šemi Niške televizije analitički su zastupljeni svi segmenti života od informative, politike, kulture do dečijih i dokumentarnih neprofitabilnih sadržaja. Emisije su koncipirane tako da stručno i iz više uglova obradjuju teme.
- informativni program
- filmski i serijski program
- kulturno-obrazovni program
- zabavno-sportski program
- dokumentarni program
- dečiji program

Emisije:
- Dijagnoza
- Doručak sa Žikom
- Iz drugog ugla
- Kofer
- Nauka
- Niš uživo
- NTV Klinika
- NTV razgovor
- NTV intervju
- Odgovori
- Petbook
- Pod lupom
- Reč po reč sa Lorom
- Šahovska tajna
- Zarez
- Zrno
- Niško jutro
- Žvakalica
- Sa građanima na vezi
- Hoću da znam
- NTV Kuvar
- Tema dana
- Teme dana
- Dobro jutro
- Dobar dan
- U hodu
- Muzičko ogledalo
- Fenomeni
- Moj Niš
- Pečat
- Unca
- NTV Porota
- Agrospektar
- Pravoslavna zvona
- Sedmica
- Potrošački forum
- Informacijom do posla
- Jednakost za sve
- Neki novi ljudi iz komšiluka
- Ljudi iz komšiluka
- Jezička fiskultura
- Biseri niškog sporta
- Nikad na levu
- Ogledalo
- ArhiNiš
- Od glave do srca
- Krik
- Randes
- NTV Reportaža
- Idu dani
- Dobre vibracije
- Vašar taštine
- Pitam i ja Vas
- Linija bez prekida
- Marketing plus
- Planeta
- Spajalica
- Početak za imetak
- TOPfilm
- Anem
- Muzička nostalgija
- Niški bioskopi
- Nedeljno popodne
- Ispovedaonica
- Za DŽ
- Od A do Š
- Riznica duhovnosti
- Kultivator
- Niška kaldrma
- Na današnji dan u Nišu
- Nešto između
- Moram da ti kažem
- Radost Evanđelja
- Volan
- Đačko ćoše
- Ambijent
- Otvoreno sa Zoranom Todorovićem
- NTV Kamera
- 3 puta
- Pazi snima se
- Hronika opština
- IN
- TV Klinika
- Središte svetske kulture
- Ogi
- Pitanje krivice i odgovornosti
- Jačanje nevladinog sektora
- Gradski sat
- Za čist obraz
- Rezervisano
- Sportsko popodne
- Školski švenk
- Tragovi
- Pravoslavne besede
- Na današnji dan
- ,,Belo" je crno
- Manastiri i crkve
- Turistička patrola
- Znak pitanja
- Dynamite 10
- Most zajedništva
- Pečat mog vremena
- Pod zastavom nauke
- U podne do popodne
- Fokus
- Od ponedeljka do petka
- Ekspedicija
- Tranzicija
- Teleskop
- Bolje na lizing
- Mondijal plus
- Talasanje
- Agrosava sa Vama
- Stranačka hronika
- Gost dana
- Oteto prokleto
- Mesto za testo
- Kulturama
- Pčelica
- Životinjsko carstvo
- Studentski informator
- Svet šaha
- Udahni duboko
- Izoštreno
- Verovali ili...
- Ćuti i gledaj
- Iskre
- Četkice
- Iz čekaonice
- Iskušenja

Informativni program:
- Vesti
- Novini - vesti na bugarskom jeziku
- Teleobjektiv
- Telepres
- Telesport
- Telesport plus
- Best sport
- Appel sport
- Vremenska prognoza
- Sport +

Kvizovi:
- TV Casino
- Hardcore
- Medeni mesec
- Taxi kviz

## Voditelji Niške televizije
- Nataša Damjanović (NTV kabare)
- Aleksandar Đokić
- Stanislava Todorović
- Vladica Jovančić
- Nebojša Veličković
- Julijana Mitić
- Lora Nikolić
- Biljana Stanojević
- Jelena Mitić (sada Jelena Milovanović)
- Nena Pešić
- Vesna Milovanović
- Milena Vidojković
- Vesna Bratić
- Miloš Vukotić
- Nataša Stojanović
- Mirjana Nikolić
- Ljubomir Žikić
- Saška Milanov
- Branka Vukelić (sada Branka Mihajlović)
- Stevan Manasijević
- Jelena Krstić
- Marija Milijić
- Ivana Jelić (sada Ivana Milosavljević)
- Milena Milenković (sada Milena Antić)
- Emilija Ćoćić Bilić
- Branislava Nešić (sada Branislava Jovanović)
- Dragana Đorđević
- Milan Stojanović
- Ana Veljković
- Olivera Mitić (sada Olivera Antić)
- Borko Nedeljković
- Zoran Rajković
- Vesna Milić
- Tatjana Egerić
- Tatjana Đukić
- Dalibor Popović Pop
- Dragan Miljković

▼
▼
- Dušica Jaćimović
- Tamara Geštamov
- Tamara Milojević (sada Stankov)
- Miljana Đorđević (sada Jeremić)
- Alma Đorđević
- Vesna Živadinović Pečenković
- Dragan Žika Stojanović
- Đorđije Dašić
- Milan Petković
- Nikola Marković
- Ivan Milanović
- Edo Crnalić
- Dragan Stamenković
- Danijela Ivanković
- Snežana Marinković
- Dušan Aleksić
- Dušan Janković
- Marija Marinković
- Milena Terzić
- Milica Ilić
- Zoran Todorović
- Nikola Marinković
- Kristina Krstić
- Aleksandar Rajski (1958—2008)
- Jadranka Tasić
- Dušica Pešić
- Marjan Todorović
- Dragan Stojadinović
- Života Šabanović (1957—2021)
- Nataša Mašković Sokolović
- Nevena Vojinović (sada Ročkomanović)
- Tatjana Cvetković
- Stela Jovanović
- Zoran Radenković
- Emilija Antić Obrenović
- Olgica Veličkov
- Biljana Stevanović
- Beka Mitić Ristić
- Dragan Stanković
- Milan Cvetanović
- Dejan Dabić
- Marija Milošević
- Karolina Ćojbašić
- Marko Smiljković
- Aleksandar Filipović (1977—2022)
- Mladen Lilić
- Mirjana Filipović
- Andrijana Ademović
- Slaviša Dejić
- Mihajlo Milovanović
- Svetlana Krstić
- Nikola Đurić
- Sandra Stamenković (sada Milić)
- Marija Veličković
- Jovana Ilić
- Dragoslav Savić (1960—2021)
- Ana Kolarević
- Ivana Marjanović
- Maja Veselić
- Olivera Milošević
- Ivana Miljković (sada Dimitrijević)
- Dragana Stojanović (sada Stojanović Krstić)
- Tamara Todorović (sada Mitić)
- Mirjana Golubović
- Elizabeta Vojinović
- Rade Vučković Niški
- Katarina Ačanski
- Miloš Nikolić
- Dušan Zdravković
- Ivica Stojanović (?—2022)
- Branislav Janković
- Sanja Vidojković

## Glavni i odgovorni urednici
- Dragan Miljković 1996
- Vlada Pavlović 1996-1997
- Đokica Jovanović 1997-1998
- Vojkan Milenković 1998-2000
- Stela Jovanović 2000-2002
- Bratislav Stamenković 2002-2005
- Zoran Todorović 2005-2008
- Dragan Miljković 2009-2011
- Miroslav Ćosić 2011-2013
- Lora Nikolić 2013-2014
- Vitko Radomirović 2015-2024

## Nagrade
Redakcija dokumentarnog programa NTV ima 16 nagrada na prestižnim domaćim i stranim Festivalima. Do 2013. godine tim zadužen za organizovanje direktnih prenosa ima preko 3000 sati programa (informativnog, zabavnog i sportskog) ostvarenih na terenu. Većina novinara koji rade u redakciji završili su BBC informativnu školu novinarstva. Kolektiv NTV-a dobitnik je i nagrade Grada Niša.

## Logotipi
Niška televizija je osnovana 1995. godine pod imenom Gradska televizija Niš (skraćeno: GTV Niš) i taj naziv je važio do 2. septembra 1996. godine, kada je preimenovana u Nišku Televiziju. Od 1996. godine, za tu televizijsku stanicu pod tim imenom bila su četiri prilično različita logotipa. Prvi logotip Niške televizije je važio od 1996. do 1999. godine, drugi logotip je važio od 1999. do 2000. godine, treći logotip je važio od 2000. do 18. septembra 2011. godine, a četvrti, ujedno i današnji logotip važi od 19. septembra 2011. godine.

## Spoljašnje veze
- Javno preduzeće „Niška televizija“ – NTV Архивирано на веб-сајту  (26. септембар 2016)